# Międzynarodowy Dzień DNA
Międzynarodowy Dzień DNA – 25 kwietnia 1953 roku ogłoszono jak zbudowane jest DNA: ukazała się praca Cricka, Watsona i Wilkinsa (bazująca na wynikach Rosalindy Franklin), w której badacze opublikowali strukturę podwójnej helisy.
Pół wieku później, także 25 kwietnia, NIH wydaje komunikat, że nadchodzi finał projektu Human Genome Project. Nie był to ostateczny koniec projektu, jednak dla upamiętnienia 50. rocznicy rozwiązania struktury DNA, ta data na stałe zostaje skojarzona z zakończeniem HGP.
W USA „Narodowy Dzień DNA” został proklamowany przez Senat na 25 kwietnia 2003 roku i miał być jednorazowym świętem, upamiętniającym 50 lat DNA. Okazało się jednak, że święto na stałe weszło do kalendarza jako nieoficjalne święto biologów molekularnych. Obchody „DNA DAY” są corocznie organizowane m.in. przez National Human Genome Research Institute. Narodowy Dzień DNA jest świętowany także przez European Society of Human Genetics.